# Litewskie Muzeum Narodowe w Wilnie
Litewskie Muzeum Narodowe w Wilnie, muzeum historyczne w Wilnie, założone w 1952 jako Muzeum Historyczno-Etnograficzne w Wilnie w oparciu o zbiory miejscowych muzeów polskich przejęte przez Litewską Akademię Nauk w 1941; litewska narodowa instytucja kultury, dokumentuje historię Wielkiego Księstwa Litewskiego i Litwy.